# Houeillès
Houeillès é uma comuna francesa na região administrativa da Nova Aquitânia, no departamento Lot-et-Garonne. Estende-se por uma área de 70,44 km². Em 2010 a comuna tinha 570 habitantes (densidade: 8,1 hab./km²).